# Samuel Wardwell, Sr.
Samuel Wardwell Sr. (6 de mayo de 1643, Boston, Massachusetts-22 de septiembre de 1692, Salem (hoy Danvers), Massachusetts) fue un granjero y carpintero injustamente acusado de brujería durante los Juicios de brujas de Salem, en la aldea de Andover. Fue condenado y ahorcado el 22 de septiembre de 1692.

## Antecedentes
Samuel Wardwell nació en Boston el 6 de mayo de 1643 como el más joven de los tres hijos de Thomas Wardwell y Elizabeth Hooper, un matrimonio cuáquero. Martha, la única hija, murió en el parto en 1637. Samuel aprendió el oficio de carpintero y en 1664 se trasladó a Salem, donde se casó con una mujer no identificada y tuvieron un hijo, Thomas. Su esposa murió en 1671 y Samuel se instaló en Andover con su hijito.
Uno de los hombres prominentes de Andover, el magistrado Simon Bradstreet, se había enfrentado al hermano mayor de Samuel, Eliakim Wardwell, por haber tildado a su hija de "mujer deshonesta". Otro ciudadano, Richard Barker, tenía una hija de 25 años, Sarah, que se enamoró de Samuel. Planearon casarse, pero el enlace no prosperó por su oposición, ya que Samuel era un recién llegado de menor posición social. Además, Samuel se entretenía ejerciendo de adivino. Para sorpresa de todos, Sarah Hawkes, una rica y hermosa viuda de 22 años, se casó con Samuel, que no era de clase alta ni tenía nada que ofrecerle, el 9 de enero de 1673. Tuvieron siete hijos: Samuel Jr., Eliakim, Sarah, William, Mercy, Elizabeth y Rebecca, y con la abundante herencia de Sarah y el trabajo de carpintero de Samuel, el matrimonio levantó una próspera granja al sur de Andover.
Como en otros muchos casos, la razón de su arresto fue el resentimiento y la envidia. Bradstreet fue uno de sus acusadores así como muchos que recordaban su uso de la advinación en su juventud.

## Detención y examen
El 15 de agosto de 1692 Samuel, su esposa Sarah y sus hijas Sarah y Mercy fueron arrestados. Como otros durante los juicios, Samuel, en un intento de salvar la vida, confesó ser brujo y contó detalladamente sus indiscrecciones; "admitió" haber "contado fortunas que luego sucedieron" y de haber hecho un pacto con el diablo, que le prometió "vivir cómodamente" tras haber firmado en su libro. Luego se retractó y murió proclamando su inocencia, siendo ejecutado en el último grupo de condenados el 22 de septiembre de 1692.